# Danube Dragons 2021
Questa voce raccoglie le informazioni riguardanti i Danube Dragons nelle competizioni ufficiali della stagione 2021.

## Prima squadra

### Austrian Football League 2021

#### Stagione regolare
| Vienna 28 marzo 2021, ore 14:00 1ª giornata | Danube Dragons | 35 – 16 (7-3 14-7 7-6 7-0) referto | Graz Giants | Sportplatz Donaufeld |

| Vienna 10 aprile 2021, ore 14:00 2ª giornata | Vienna Vikings | 38 – 28 (0-0 21-13 3-0 14-15) referto | Danube Dragons | Footballzentrum Ravelin |

| Vienna 25 aprile 2021, ore 15:00 3ª giornata | Danube Dragons | 21 – 14 (7-7 7-0 7-0 0-7) referto | Prague Black Panthers | Sportplatz Donaufeld |

| Graz 8 maggio 2021, ore 15:00 4ª giornata | Graz Giants | 40 – 14 (6-7 14-0 7-0 13-7) referto | Danube Dragons | Stadion Eggenberg |

| Vienna 23 maggio 2021, ore 15:00 5ª giornata | Danube Dragons | 33 – 7 (13-0 13-0 7-0 0-7) referto | AFC Rangers Mödling | Sportplatz Donaufeld (300 spett.) |

| Innsbruck 5 giugno 2021, ore 15:00 6ª giornata | Tirol Raiders | 24 – 7 (0-0 10-7 7-0 7-0) referto | Danube Dragons | Tivoli-Neu Stadion |

| Mödling 19 giugno 2021, ore 15:00 7ª giornata | AFC Rangers Mödling | 6 – 17 (0-7 0-0 0-0 6-10) referto | Danube Dragons | Stadion Mödling |

| Vienna 3 luglio 2021, ore 15:00 8ª giornata | Danube Dragons | 24 – 17 (0-10 7-7 3-0 14-0) referto | Tirol Raiders | Sportplatz Donaufeld (500 spett.) |

#### Playoff
| Innsbruck 17 luglio 2021, ore 17:00 Semifinale | Tirol Raiders | 31 – 20 (7-0 14-13 0-0 10-7) referto | Danube Dragons | Tivoli-Neu Stadion (0 spett.) |

### Statistiche di squadra
| Competizione      | %Vittorie | In casa | In casa | In casa | In casa | In casa | In casa | In trasferta | In trasferta | In trasferta | In trasferta | In trasferta | In trasferta | Totale | Totale | Totale | Totale | Totale | Totale |
| Competizione      | %Vittorie | G       | V       | N       | P       | Pf      | Ps      | G            | V            | N            | P            | Pf           | Ps           | G      | V      | N      | P      | Pf     | Ps     |
| ----------------- | --------- | ------- | ------- | ------- | ------- | ------- | ------- | ------------ | ------------ | ------------ | ------------ | ------------ | ------------ | ------ | ------ | ------ | ------ | ------ | ------ |
| Stagione regolare | .625      | 4       | 4       | 0       | 0       | 113     | 54      | 4            | 1            | 0            | 3            | 66           | 108          | 8      | 5      | 0      | 3      | 179    | 162    |
| Playoff           | .000      | 0       | 0       | 0       | 0       | 0       | 0       | 1            | 0            | 0            | 1            | 20           | 31           | 1      | 0      | 0      | 1      | 20     | 31     |
| Totale            | .555      | 4       | 4       | 0       | 0       | 113     | 54      | 5            | 1            | 0            | 4            | 86           | 139          | 9      | 5      | 0      | 4      | 199    | 193    |

### Statistiche personali

#### Marcatori
| Giocatore   | Ruolo | TD rush | TD recv | TD int | TD p.ret | TD k.ret | TD oth | Xp1 | Xp2 | FG | Saf | Totale |
| ----------- | ----- | ------- | ------- | ------ | -------- | -------- | ------ | --- | --- | -- | --- | ------ |
| Haun        |       | 0       | 9       | 0      | 0        | 0        | 0      | 0   | 0   | 0  | 0   | 54     |
| Rhone       |       | 2+2     | 1       | 0      | 0        | 0        | 0      | 0   | 0   | 0  | 0   | 30     |
| Mattes      |       | 3       | 0       | 0      | 0        | 0        | 0      | 0   | 1   | 0  | 0   | 20     |
| Reisacher   |       | 0       | 3       | 0      | 0        | 0        | 0      | 0   | 0   | 0  | 0   | 18     |
| Heidinger   |       | 0       | 0       | 0      | 0        | 0        | 0      | 1   | 0   | 0  | 0   | 16     |
| Deutschmann |       | 0       | 0       | 0      | 0        | 0        | 0      | 5+2 | 0   | 2  | 0   | 13     |
| Gold        |       | 0       | 2       | 0      | 0        | 0        | 0      | 0   | 0   | 0  | 0   | 12     |
| Chytilek    |       | 0       | 1       | 0      | 0        | 0        | 0      | 0   | 0   | 0  | 0   | 6      |
| Imarhiagbe  |       | 0       | 1       | 0      | 0        | 0        | 0      | 0   | 0   | 0  | 0   | 6      |
| Jeffries    |       | 0+1     | 0       | 0      | 0        | 0        | 0      | 0   | 0   | 0  | 0   | 6      |
| Schachner   |       | 0       | 0       | 0      | 0        | 0        | 1      | 0   | 0   | 0  | 0   | 6      |
| Steiner     |       | 1       | 0       | 0      | 0        | 0        | 0      | 0   | 0   | 0  | 0   | 6      |
| R. Weber    |       | 0       | 1       | 0      | 0        | 0        | 0      | 0   | 0   | 0  | 0   | 6      |

#### Passer rating
| Giocatore | G   | Att    | Comp  | Int | Yds      | TD   | NFL   | NCAA   |
| --------- | --- | ------ | ----- | --- | -------- | ---- | ----- | ------ |
| Jeffries  | 8+1 | 211+22 | 114+9 | 7+0 | 1612+140 | 18+0 | 90,64 | 135,44 |
| Thury     | 1   | 8      | 4     | 1   | 53       | 0    |       |        |

## Seconda squadra

### AFL - Division II 2021

#### Stagione regolare
| Székesfehérvár 4 settembre 2021, ore 15:00 1ª giornata | Fehérvár Enthroners | 28 – 0 (14-0 6-0 8-0 0-0) referto | Danube Dragons 2 | FIRST Field |

| Maria Enzersdorf 12 settembre 2021, ore 13:00 2ª giornata | Danube Dragons 2 | 28 – 21 (7-7 6-7 8-0 7-7) referto | Vienna Warlords | BSFZ Südstadt |

| Baumgarten 19 settembre 2021, ore 15:00 3ª giornata | Pannonia Eagles | 8 – 56 (8-28 0-28 0-0 0-0) referto | Danube Dragons 2 | Franz Kovacsich Platz |

| Maria Enzersdorf 3 ottobre 2021, ore 16:00 4ª giornata | Danube Dragons 2 | 35 – 0 (21-0 14-0 0-0 0-0) referto | Pannonia Eagles | BSFZ Südstadt |

| Maria Enzersdorf 10 ottobre 2021, ore 17:00 5ª giornata | Danube Dragons 2 | 21 – 58 (7-0 0-30 14-16 0-12) referto | Fehérvár Enthroners | BSFZ Südstadt |

| Vienna 17 ottobre 2021, ore 15:00 6ª giornata | Vienna Warlords | 28 – 45 (14-28 0-0 8-0 6-7) referto | Danube Dragons 2 | Sportzentrum Ravelin |

#### Playoff
| 30 ottobre 2021, ore 15:00 Semifinale | Schwaz Hammers | 19 – 0 (7-0 6-0 0-0 6-0) referto | Danube Dragons 2 |  |

### Statistiche di squadra
| Competizione      | %Vittorie | In casa | In casa | In casa | In casa | In casa | In casa | In trasferta | In trasferta | In trasferta | In trasferta | In trasferta | In trasferta | Totale | Totale | Totale | Totale | Totale | Totale |
| Competizione      | %Vittorie | G       | V       | N       | P       | Pf      | Ps      | G            | V            | N            | P            | Pf           | Ps           | G      | V      | N      | P      | Pf     | Ps     |
| ----------------- | --------- | ------- | ------- | ------- | ------- | ------- | ------- | ------------ | ------------ | ------------ | ------------ | ------------ | ------------ | ------ | ------ | ------ | ------ | ------ | ------ |
| Stagione regolare | .667      | 3       | 2       | 0       | 1       | 6       | 84      | 79           | 2            | 0            | 1            | 101          | 64           | 6      | 4      | 0      | 2      | 185    | 143    |
| Playoff           | .000      | 0       | 0       | 0       | 0       | 0       | 0       | 1            | 0            | 0            | 1            | 0            | 19           | 1      | 0      | 0      | 1      | 0      | 19     |
| Totale            | .571      | 3       | 2       | 0       | 1       | 84      | 79      | 4            | 2            | 0            | 4            | 101          | 83           | 4      | 4      | 0      | 3      | 185    | 162    |